# Alfa Sextantis
Alfa Sextantis (α Sex / α Sextantis / 15 Sextantis) es la estrella más brillante de la constelación de Sextans, de magnitud aparente +4,48. Se encuentra a 287 años luz del sistema solar.
Alfa Sextantis está clasificada como una gigante blanca de tipo espectral A0III, si bien su diámetro es sólo 3,8 veces más grande que el del Sol.
Tiene una temperatura efectiva de 9900 K y, con una masa tres veces mayor que la masa solar, su luminosidad equivale a la de 122 soles. 
A sus 300 millones de años de edad, está terminando la etapa de fusión del hidrógeno, para dentro de otros 60 millones de años pasar a ser una auténtica gigante de color anaranjado mucho más brillante. Gira sobre sí misma con una velocidad de rotación proyectada de 7 km/s, una cifra baja para una estrella de sus características, por lo que se piensa que su eje de rotación puede estar apuntando aproximadamente hacia la Tierra.
Observaciones realizadas con el telescopio espacial Spitzer no han detectado exceso térmico en la radiación infrarroja emitida por Alfa Sextantis; dicho exceso se relaciona con la presencia de un disco circunestelar de polvo como el existente alrededor de Vega (α Lyrae) y Fomalhaut (α Piscis Austrini). 
Alfa Sextantis es, junto a Heze (ζ Virginis) y ζ Aquarii, una de las estrellas que marcan el ecuador celeste, estando situada sólo un cuarto de grado al sur del mismo. Debido al movimiento de precesión de la Tierra, que hace que el ecuador celeste vaya desplazándose a lo largo de un ciclo de 25.767 años, hasta diciembre de 1923 Alfa Sextantis se encontraba en el hemisferio norte celeste.